# أحمد إبراهيم (مجدف)
أحمد إبراهيم هو مجدف مصري، ولد في 8 ديسمبر 1938.

## وصلات خارجية
- أحمد إبراهيم على موقع الاتحاد الدولي للتجديف (الإنجليزية)
- أحمد إبراهيم على موقع اللجنة الأولمبية الدولية (الإنجليزية)
- أحمد إبراهيم على موقع أوليمبيديا (الإنجليزية)